# Copa de Clubes de la UNIFFAC 2006
La Copa de Clubes de la UNIFFAC 2006 fue la tercera y última edición del torneo de fútbol a nivel de clubes más importante de África Central organizado por la UNIFFAC y que contó con la participación de 5 equipos de la región, uno menos que en la edición anterior.
El SC Cilu de la República Democrática del Congo venció en la final al Fovu Baham de Camerún para ganar el torneo por primera vez.

## Fase de grupos

### Grupo A
| Equipo 1 | Agr. | Equipo 2 | Ida | Vuelta |
| -------- | ---- | -------- | --- | ------ |
| SC Cilu  | 4-1  | Club 57  | 2-0 | 2-1    |

### Grupo B
| Club             | J | G | E | P | GF | GC | Pts |
| ---------------- | - | - | - | - | -- | -- | --- |
| Fovu Baham       | 4 | 2 | 2 | 0 | 6  | 1  | 8   |
| US Bitam         | 4 | 2 | 1 | 1 | 6  | 2  | 7   |
| AS Tempête Mocaf | 4 | 0 | 1 | 3 | 1  | 10 | 1   |

| Equipo 1         | Resultado | Equipo 2         |
| ---------------- | --------- | ---------------- |
| AS Tempête Mocaf | 1-1       | Fovu Baham       |
| US Bitam         | 3-0       | AS Tempête Mocaf |
| Fovu Baham       | 2-0       | US Bitam         |
| AS Tempête Mocaf | 0-3       | US Bitam         |
| Fovu Baham       | 3-0       | AS Tempête Mocaf |
| US Bitam         | 0-0       | Fovu Baham       |

## Fase final

### Semifinales
| Equipo 1   | Agr. | Equipo 2 | Ida | Vuelta |
| ---------- | ---- | -------- | --- | ------ |
| US Bitam   | 0-2  | SC Cilu  | 0-2 | 0-0    |
| Fovu Baham | w.o. | Club 57  | -   | -      |

### Final
| Equipo 1 | Agr. | Equipo 2   | Ida | Vuelta |
| -------- | ---- | ---------- | --- | ------ |
| SC Cilu  | 3-1  | Fovu Baham | 3-1 | 0-0    |

## Campeón
| Copa de Clubes de la UNIFFAC 2006          |
| ------------------------------------------ |
| Bandera de República Democrática del Congo |
| SC Cilu 1º Título                          |